# دافيد كوبينيو
دافيد كوبينيو إغليسياس (بالإسبانية: David Cobeño)‏، من مواليد 6 أكتوبر 1982 في مدريد في إسبانيا، لاعب كرة قدم إسباني.
بدأ مسيرته الكروية مع الفريق الثالث في نادي ريال مدريد في عام 2003، ولعب معهم حتى عام 2005، وفي موسم 2005/2006 انتقل إلى نادي رديف ريال مدريد، ولعب معهم 30 مباراة، ومنذ عام 2006 وهو يلعب مع نادي إشبيلية.

## روابط خارجية
- دافيد كوبينيو على موقع قاعدة بيانات كرة القدم.إي يو (الإنجليزية)
- دافيد كوبينيو على موقع Soccerbase.com (لاعب) (الإنجليزية)
- دافيد كوبينيو على موقع Soccerway.com (الإنجليزية)
- دافيد كوبينيو على موقع عالم كرة القدم.نت (الإنجليزية)
- دافيد كوبينيو على موقع كووورة
- دافيد كوبينيو على موقع AS.com (الإسبانية)